# Groote Gat (Koewacht)

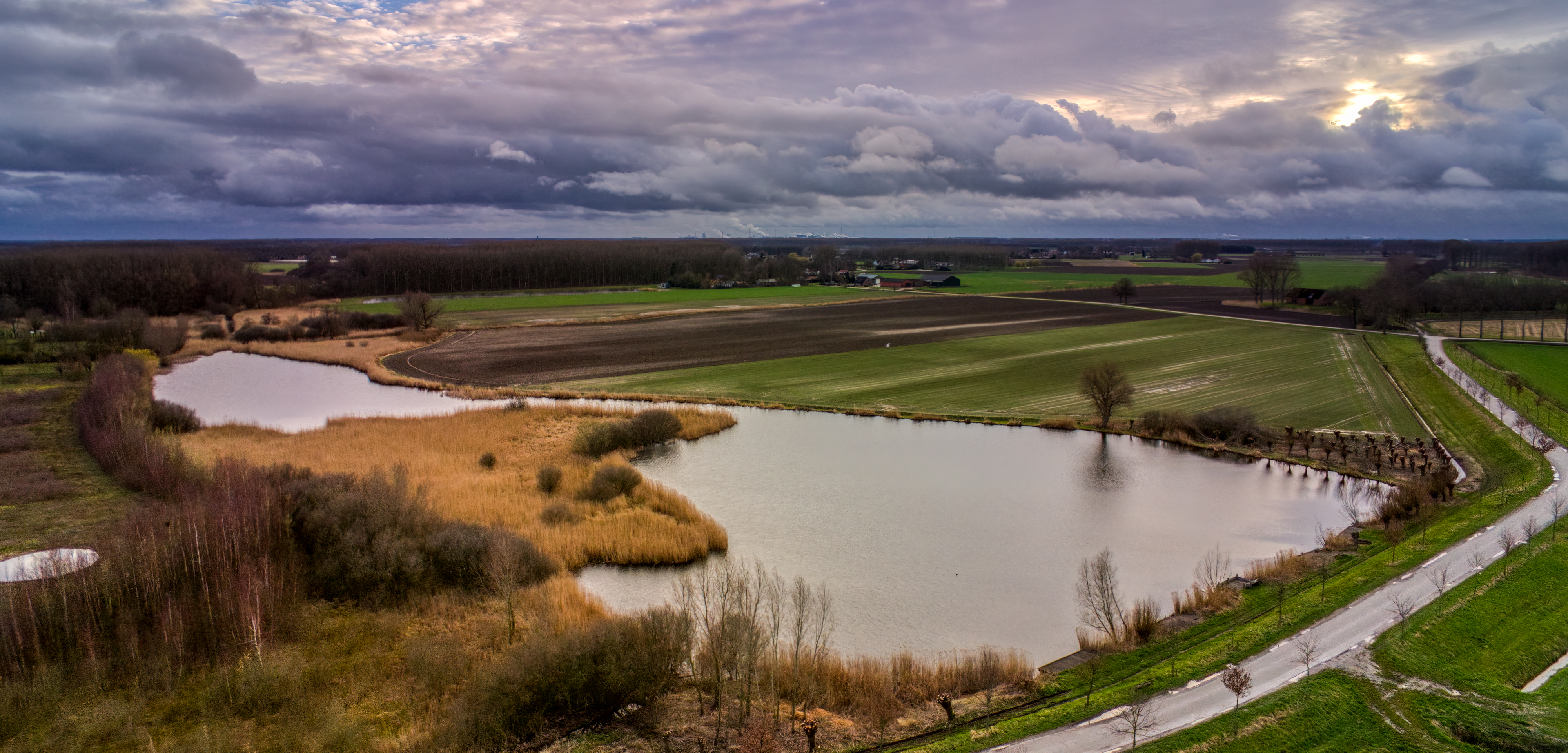
Groote Gat (Koewacht)

Het Groote Gat is een kreekrestant in de Oud-beoosten Blij-bezuidenpolder, ten noorden van Koewacht.
Het was oorspronkelijk een zijgeul van het Axelse Gat. Tegenwoordig is het een natuurgebied van 17 ha, dat beheerd wordt door Staatsbosbeheer. De kreek bevat zoet water.
Ten zuidwesten van de kreek ligt hier het natuurgebied Plasschaert.